# Neo-Dustur
Neo-Dustur, Neo-Destur (ar. الحزب الحر الدستوري الجديد, al-Ḥizb al-Ḥurr ad-Dustūrī al-Jadīd, fr. Nouveau Parti libéral constitutionnel) – historyczna tunezyjska partia polityczna o programie liberalno-nacjonalistycznym. 
Partia powstała w wyniku rozłamu w partii Dustur w 1934 roku (drugą z powstałych formacji był Stary Dustur). Przyjęła ideologię liberalno-nacjonalistyczną. Domagała się niepodległości Tunezji, przy czym akceptowała współpracę z Francją (w niektórych dziedzinach) na równych zasadach. Rządząca od uzyskania niepodległości w 1956 roku. Przewodniczącym od 1937 roku był Habib Burgiba. 22 października 1964 roku formacja uległa przekształceniu w ugrupowanie o nazwie Dusturowska Partia Socjalistyczna.